# Lanistes alexandri
Lanistes alexandri là một loài ốc nước ngọt cỡ lớn, là động vật chân bụng sống dưới nước động vật thân mềm có mang và nắp (động vật chân bụng) trong họ Ampullariidae.
Đây là loài đặc hữu của Tanzania.